# Хьюстонский университет в Виктории
Хьюстонский университет в Виктории (англ. University of Houston–Victoria, сокр. UHV) — американский государственный университет в Виктории, штат Техас.
Учебное заведение является частью системы Хьюстонского университета.

## История
Университет Хьюстон-Виктория был основан в конце 1960-х годов как попытка гражданского сообщества города создать высшее учебное заведение в Виктории. В 1971 году Координационный совет системы Техасских колледжей и университетов (Coordinating Board of Texas College and University System) создал центр за пределами кампуса Хьюстонского университета, известный как Центр Хьюстонского университета в Виктории (University of Houston Victoria Center). Первые сто студентов начали обучение в этом учебном учреждении весной 1973 года.
В апреле 1983 года законодательный орган штата Техас принял законопроект Bill 235, который предоставил учреждению возможность присуждения ученых степеней в штате Техас. Вскоре Центр Хьюстонского университета в Виктории был переименован в Хьюстонский университет в Виктории и стал четвёртым университетом в системе Хьюстонского университета.

## Деятельность
Являясь одним из четырёх отдельных и самостоятельных учреждений в системе Хьюстонского университета, Хьюстонский университет в Виктории имеет отдельную аккредитацию, предлагает собственные академические программы и присуждает собственные степени, а также имеет собственную администрацию. Организация и контроль университета возложены на Попечительский совет системы Хьюстонского университета.
В состав университета входят:
- School of Arts & Sciences
- School of Business Administration
- School of Education & Human Development

Университетский кампус находится в 48 километрах от Мексиканского залива в Прибрежном изгибе Техаса. Некоторые из своих объектов он делит с Колледжем Виктории.

### Президенты
Президент является главным исполнительным директором Хьюстонского университета Виктории, подчиняясь ректору Хьюстонской системы. Президент назначается канцлером и утверждается Попечительским советом системы Хьюстонского университета. Президентами Хьюстонского университета Виктории были:
| - 1972—1978 − Reginald Taylor - 1978—1982 − Robert Maxson - 1982—1986 − Martha K. Piper - 1986—1991 − Glenn Goerke - 1991—1992 − Don N. Smith - 1992—1995 − Lesta Van Der Wert Turchen - 1995—2004 − Karen S. Haynes | - 2004 − Don N. Smith - 2004—2010 − Tim Hudson - 2010—2011 − Don N. Smith - 2011—2014 − Philip D. Castille - 2014—2018 − Raymond V. Morgan, Jr. - С 2018 − Robert K. Glenn |